# Abby's
Abby's é uma série de televisão de comédia norte-americana criada por Josh Malmuth, que estreou em 28 de março de 2019, na NBC. A série é estrelada por Natalie Morales, Neil Flynn, Nelson Franklin, Jessica Chaffin, Leonard Ouzts e Kimia Behpoornia.

## Premissa
Abby's se passa no "melhor bar de San Diego, local de bons preços, ótima companhia e, claro, da Abby".  Este bar improvisado, não licenciado, abrigado no quintal dela, é o oposto de tudo que é irritante no cenário de festas atual. Há regras no Abby's: sem telefones celulares (nem mesmo para 'pesquisar algo'), merecer um lugar no bar leva tempo, e perder um desafio significa beber uma bebida 'que não é cerveja'. Como o esquisito elenco de regulares mostrará, frequentar o Abby's é uma honra cobiçada. Mas uma vez que você está dentro, você é da família." 

## Elenco e personagens
- Natalie Morales como Abby
- Neil Flynn como Fred
- Nelson Franklin como Bill
- Jessica Chaffin como Beth
- Leonard Ouzts como James
- Kimia Behpoornia como Rosie

## Episódios
| Número | Episódio | Título          | Dirigido por  | Escrito por  | Exibição original   |
| ------ | -------- | --------------- | ------------- | ------------ | ------------------- |
| 1      | 1        | "Não divulgado" | Pamela Fryman | Josh Malmuth | 28 de março de 2019 |

## Produção

### Desenvolvimento
Em 22 de setembro de 2017, a produção, então sem título, recebeu o compromisso de um episódio piloto da NBC. O episódio foi escrito por Josh Malmuth, designado como produtor executivo ao lado de Michael Schur e David Miner. As empresas de produção envolvidas com o piloto deveriam incluir a Universal Television, a Fremulon e a 3 Arts Entertainment.  Em 23 de janeiro de 2018, a NBC pediu, oficialmente, um piloto à produção. Uma semana depois, foi anunciado que Pamela Fryman iria dirigi-lo.
Em 8 de maio de 2018, foi anunciado que a NBC havia autorizado a produção da série. Alguns dias depois, foi divulgado que a série iria estrear na primavera de 2019.  Em 24 de janeiro de 2019, foi comunicado que a série seria estreada em 28 de março de 2019.

### Elenco
Em 22 de fevereiro de 2018, foi anunciado que Natalie Morales havia sido escalada como a titular Abby.  Em março de 2018, foi comunicado que Nelson Franklin, Jessica Chaffin, Leonard Ouzts, Neil Flynn e Kimia Behpoornia tinham se juntado ao elenco como regulares da série.